# Об'єднане Командування Збройних сил США

Об'єднане командування Збройних сил США

Об'єднані регіональні Командування Збройних сил США

Об'єднане Кома́ндування Збро́йних сил США (англ. Unified Combatant Command) (UCC) — військове формування, вище об'єднання Збройних сил США, яке складається з компонентів щонайменше двох видів збройних сил, має широкі повноваження і є одним з десяти подібних структур. Організоване або за географічними ознаками (має так звану територію відповідальності (англ. "Area Of Responsibility", AOR)), або за функціональними повноваженнями.
Командувачами усіх об'єднаних Командувань Збройних сил США є генерал або адмірал США (чотирьох зірковий генерал), якій має статус Бойового Командувача (Combatant Commander (CCDRs).

## Список об'єднаних командувань ЗС США

### Сучасні об'єднані Командування Збройних сил США

#### Регіональні командування ЗС США
- Командування армії США Європою та Африкою (англ. US Army Europe and Africa (USAREUR-AF) — вище об'єднання видів Збройних сил США, у складі Міністерства оборони США, створене в листопаді 2020 році шляхом консолідації армій AFRICOM та EUCOM.
- Центральне Командування Збройних сил США (англ. United States Central Command - USCENTCOM) (Штаб-квартира: авіабаза Мак-Ділл, Тампа, Флорида)
- Тихоокеанське Командування Збройних сил США (англ. United States Pacific Command - USPACOM) (Штаб-квартира: Кемп-Сміт, Гонолулу, Гаваї)
- Північне Командування Збройних сил США (англ. United States Northern Command - USNORTHCOM) (Штаб-квартира: Петерсон, Колорадо-Спрінгс, Колорадо)
- Південне Командування Збройних сил США (англ. United States Southern Command - USSOUTHCOM) (Штаб-квартира: Дорал, Маямі, Флорида)

#### Функціональні командування ЗС США
- Міжвидове Командування Збройних сил США (англ. United States Joint Forces Command - USJFCOM) (Штаб-квартира: Норфолк, Вірджинія)
- Командування сил спеціальних операцій США (англ. United States Special Operations Command - USSOCOM) (Штаб-квартира: авіабаза Мак-Ділл, Тампа, Флорида)
- Стратегічне Командування Збройних сил США (англ. United States Strategic Command - USSTRATCOM) (Штаб-квартира: авіабаза Оффут, Омаха, Небраска)
- Транспортне Командування Збройних сил США (англ. United States Transportation Command - USTRANSCOM) (Штаб-квартира: Скотт, Іллінойс)

### Колишні об'єднані Командування Збройних сил США
- Атлантичне Командування Збройних сил США (англ. United States Atlantic Command - USLANTCOM) (1947–1999)
- Командування швидкого реагування Збройних сил США (англ. United States Readiness Command - USREDCOM) (1972 — 1987)
- Ударне Командування Збройних сил США (англ. United States Strike Command - USSTRICOM) (1961 — 1972)
- Космічне Командування Збройних сил США (англ. United States Space Command - USSPACECOM) (1985–2002)